# Pierrefitte-ès-Bois
Pour les articles homonymes, voir Pierrefitte.
Pierrefitte-ès-Bois [pjɛʁfit ɛs bwa] est une commune française, située dans le département du Loiret en région Centre-Val de Loire.

## Géographie

### Localisation et communes limitrophes

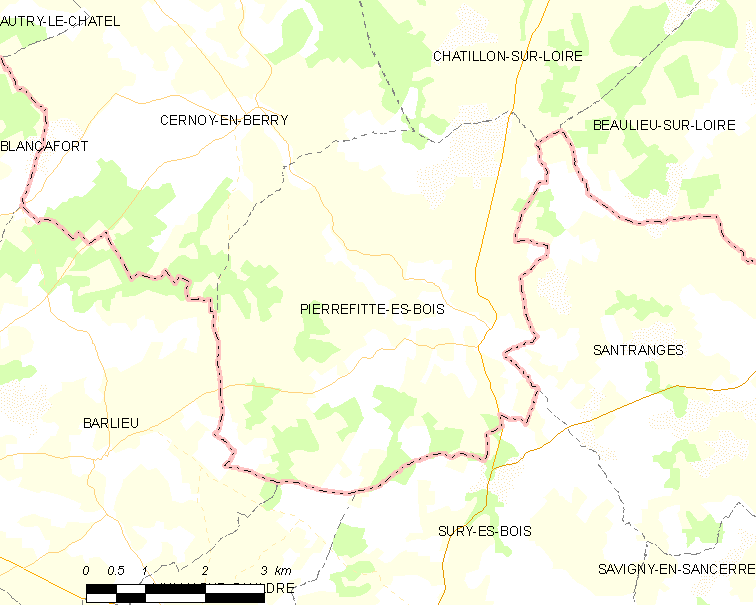
Carte de la commune de Pierrefitte-ès-Bois et des communes limitrophes.

La commune de Pierrefitte-ès-Bois se trouve dans le quadrant sud-est du département du Loiret, dans la région agricole du Berry, à l'entrée du Pays-Fort. À vol d'oiseau, elle se situe à 74,8 km  d'Orléans, préfecture du département, à 54,6 km de Montargis, sous-préfecture, et à 9,8 km de Châtillon-sur-Loire, ancien chef-lieu du canton dont dépendait la commune avant mars 2015. La commune fait partie du bassin de vie de Briare dont elle est éloignée de 14,7 km.
Les communes les plus proches sont : Santranges (4,4 km, dans le Cher), Sury-ès-Bois (4,9 km, dans le Cher), Cernoy-en-Berry (5,5 km), Barlieu (6,9 km, dans le Cher), Vailly-sur-Sauldre (7,5 km, dans le Cher), Beaulieu-sur-Loire (8,4 km), Assigny (9,3 km, dans le Cher), Châtillon-sur-Loire (9,8 km), Belleville-sur-Loire (10 km) et Thou (10,1 km).

### Relief
| moyenne | minimale | maximale |
| ------- | -------- | -------- |
| 216 m   | m        | 282 m    |

C'est sur la commune que se situe le point culminant du Loiret, au lieu-dit la Maison Rouge, à la limite du Cher. Il n'est pas rare de lire, à tort, que c'est au lieu-dit de la Foulonnerie (col des Étourneaux), qui lui ne culmine qu'à 273 mètres d'altitude.

### Géologie et relief

#### Géologie
La commune se situe dans le sud du Bassin parisien, le plus grand des trois bassins sédimentaires français. Cette vaste dépression, occupée dans le passé par des mers peu profondes et des lacs, a été comblée, au fur et à mesure que son socle s’affaissait, par des sables et des argiles, issus de l’érosion des reliefs alentours, ainsi que des calcaires d’origine biologique, formant ainsi une succession de couches géologiques.
Les couches affleurantes sur le territoire communal sont constituées de formations superficielles du Quaternaire et de roches sédimentaires datant du Cénozoïque, l'ère géologique la plus récente sur l'échelle des temps géologiques, débutant il y a 66 millions d'années, et du Mésozoïque, anciennement appelé Ère secondaire, qui s'étend de −252,2 à −66,0 Ma. La formation la plus ancienne est des sables de la Puisaye remontant à la période Crétacé. La formation la plus récente est des alluvions et colluvions du fond des vallées secondaires remontant à l’époque Holocène de la période Quaternaire. Le descriptif de ces couches est détaillé dans  les feuilles « n°432 - Gien » et « n°463 - Saint-Fargeau » de la carte géologique au 1/50 000ème du département du Loiret, et leurs notices associées,.

Carte géologique de la commune.

|  | FC : | alluvions et colluvions du fond des vallées secondaires, Holocène |

|  | qCS : | colluvions à silex de versant, Quaternaires |
|  | qOE : | Limons et Loess, Quaternaire                |

|  | e4PN : | poudingue de Nemours, Paléocène-Éocène inférieur |

|  | e1-4Rc : | complexe argilo-sableux à silex = argiles à silex, Paléocène-Éocène inférieur |

|  | c1CrM : | craie blanche à silex, Cénomanien |
|  | n6SP :  | sables de la Puisaye, Albien      |

#### Relief
La superficie cadastrale de la commune publiée par l’Insee, qui sert de références dans toutes les statistiques, est de 27,18 km2,. La superficie géographique, issue de la BD Topo, composante du Référentiel à grande échelle produit par l'IGN, est quant à elle de 27,64 km2.

### Hydrographie

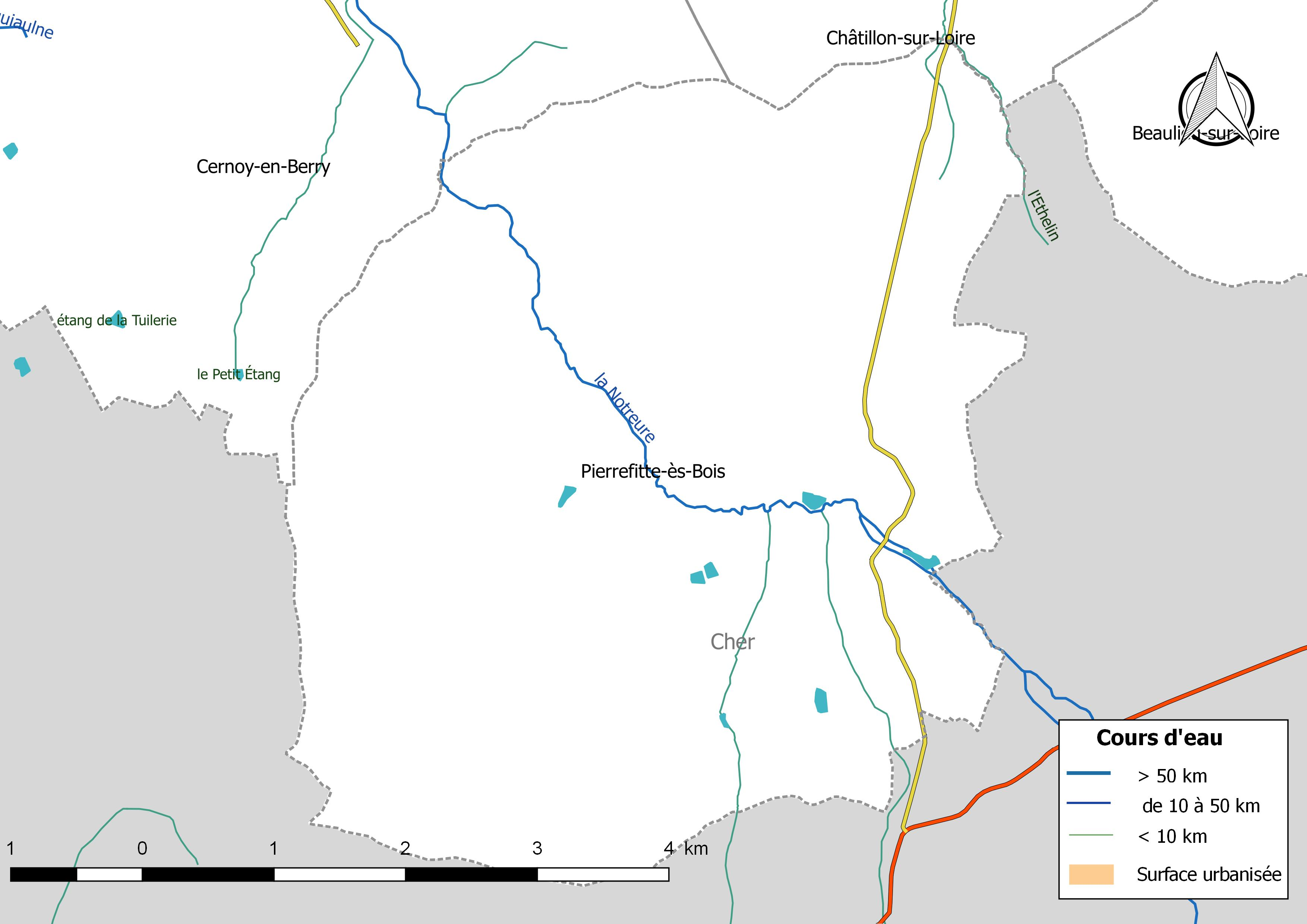
Réseau hydrographique de Pierrefitte-ès-Bois.

Le réseau hydrographique communal, d'une longueur totale de 12,62 km, comprend un cours d'eau notable, la Notreure (6,102 km), et quatre petits cours d'eau dont l'Ethelin (0,18 km).
Le Notreure, d'une longueur totale de 36,2 km, prend sa source à Sury-ès-Bois dans le Cher et se jette  dans la Loire à Poilly-lez-Gien, après avoir traversé 6 communes. Ce cours d'eau est classé dans la liste 1 au titre de l'article L. 214-17 du code de l'environnement sur le Bassin Loire-Bretagne. Ce classement est réservé aux  des cours d'eau qui sont en très bon état écologique, ou identifiés par les SDAGE des eaux comme jouant le rôle de réservoir biologique nécessaire au maintien ou à l'atteinte du bon état écologique des cours d'eau d'un bassin versant, ou dans lesquels une protection complète des poissons migrateurs est nécessaire. Aucune autorisation ou concession ne peut être accordée pour la construction de nouveaux ouvrages s'ils constituent un obstacle à la continuité écologique et le renouvellement de la concession ou de l'autorisation des ouvrages existants est subordonné à des prescriptions permettant de maintenir le très bon état écologique des eaux. Sur le plan piscicole, la Notreure est classée en première catégorie piscicole. L'espèce biologique dominante est constituée essentiellement de salmonidés (truite, omble chevalier, ombre commun, huchon).

### Climat
Pour des articles plus généraux, voir Climat du Centre-Val de Loire et Climat du Loiret.
En 2010, le climat de la commune est de type climat océanique dégradé des plaines du Centre et du Nord, selon une étude du CNRS s'appuyant sur une série de données couvrant la période 1971-2000. En 2020, Météo-France publie une typologie des climats de la France métropolitaine dans laquelle la commune est exposée à un climat océanique altéré et est dans la région climatique Centre et contreforts nord du Massif Central, caractérisée par un air sec en été et un bon ensoleillement.
Pour la période 1971-2000, la température annuelle moyenne est de 11,2 °C, avec une amplitude thermique annuelle de 16 °C. Le cumul annuel moyen de précipitations est de 821 mm, avec 11,6 jours de précipitations en janvier et 7,3 jours en juillet. Pour la période 1991-2020, la température moyenne annuelle observée sur la station météorologique de Météo-France la plus proche, « Vailly », sur la commune de Vailly-sur-Sauldre à 7 km à vol d'oiseau, est de 11,3 °C et le cumul annuel moyen de précipitations est de 792,8 mm,. Pour l'avenir, les paramètres climatiques de la commune estimés pour 2050 selon différents scénarios d'émission de gaz à effet de serre sont consultables sur un site dédié publié par Météo-France en novembre 2022.

### Milieux naturels et biodiversité
L’inventaire des zones naturelles d'intérêt écologique, faunistique et floristique (ZNIEFF) a pour objectif de réaliser une couverture des zones les plus intéressantes sur le plan écologique, essentiellement dans la perspective d’améliorer la connaissance du patrimoine naturel national et de fournir aux différents décideurs un outil d’aide à la prise en compte de l’environnement dans l’aménagement du territoire. Le territoire communal de Pierrefitte-ès-Bois comprend une ZNIEFF.
| Désignation                                 | Type   | Superficie     | Description |
| ------------------------------------------- | ------ | -------------- | --- |
| « Chênaie-charmaie du vallon de l'Éthelin » | type 1 | 28,89 hectares | Cette zone s'étend sur les communes de Châtillon-sur-Loire et Pierrefitte-ès-Bois. Son altitude varie entre 170 et 225 m. Les chênaies-charmaies de cette ZNIEFF, se trouvant sur les versants, alors que le fond du vallon est occupé par de la forêt alluviale résiduelle, abritent notamment une population de scille à deux feuilles (Scilla bifolia), de Thalictrella thalictroides et de corydale à bulbe plein (Corydalis solida), trois espèces végétales vernales protégées en région Centre-Val de Loire. |

### Patrimoine gastronomique
La commune de Pierrefittes-es-Bois est située dans l'aire de l'appellation d'origine protégée (AOP) ou appellation d'origine contrôlée (AOC) du Chavignol, un fromage au lait cru fabriqué à base de lait de chèvre entier, à pâte molle à croûte fleurie, de forme cylindrique très légèrement bombé à la périphérie.

## Toponymie
Pierrefitte est issu du latin petra ficta, « pierre fichée, plantée ». Ce toponyme peut être l'évocation d'une borne milliaire.
Une pierre en forme de table enfouie sous l'église (dont certains éléments datent du XIe siècle) aurait donné son nom latin à la commune : Pietra fista (« Pierre fichée »).

## Histoire
Le clocher de l'église est fortement incliné (1,5 m de faux aplomb).

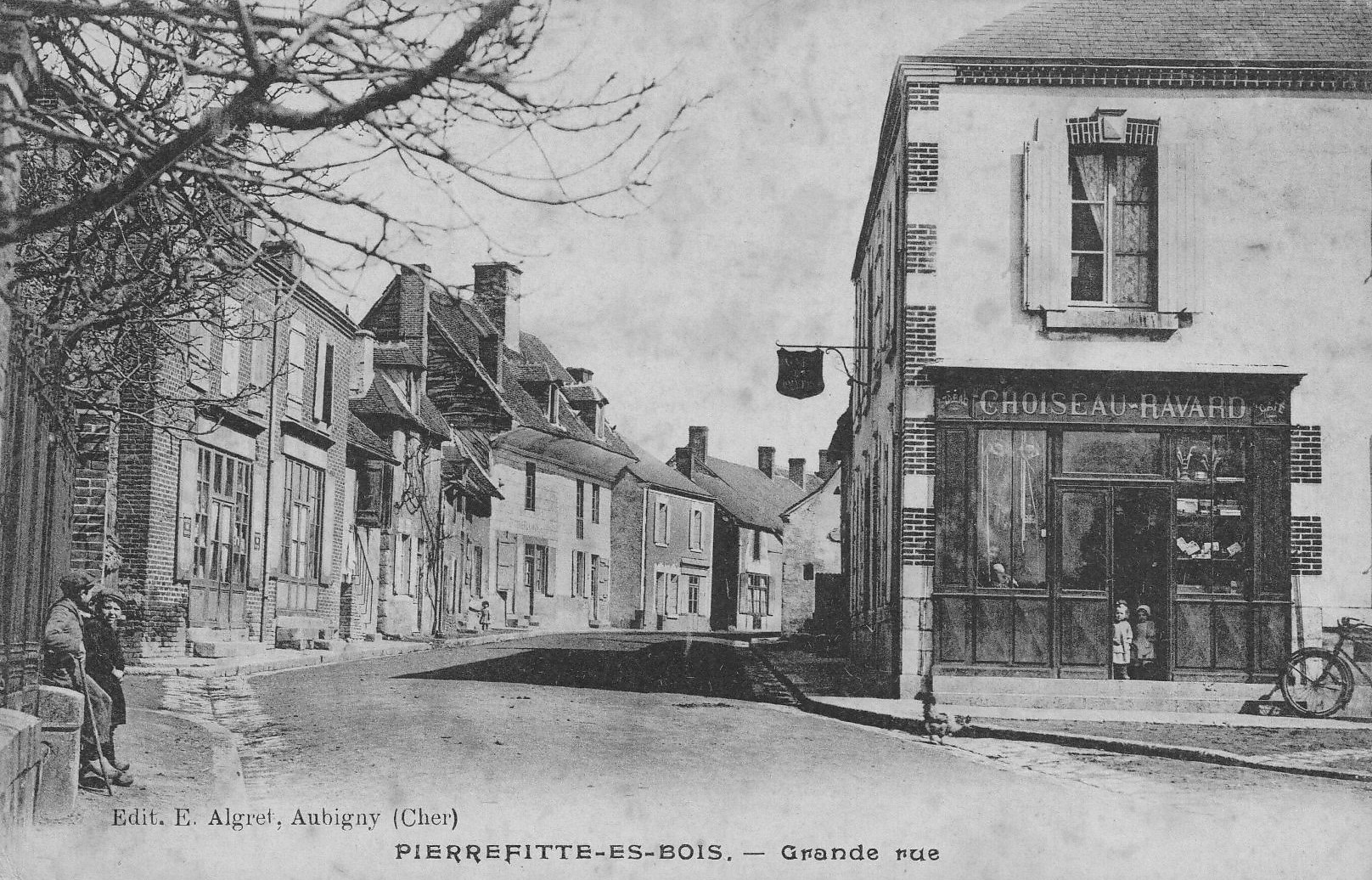
La Grande rue de Pierrefitte-ès-Bois (avant 1911).

## Urbanisme

### Typologie
Au 1er janvier 2024, Pierrefitte-ès-Bois est catégorisée commune rurale à habitat très dispersé, selon la nouvelle grille communale de densité à sept niveaux définie par l'Insee en 2022.
Elle est située hors unité urbaine et hors attraction des villes,.

### Occupation des sols
L'occupation des sols de la commune, telle qu'elle ressort de la base de données européenne d’occupation biophysique des sols Corine Land Cover (CLC), est marquée par l'importance des territoires agricoles (88,7 % en 2018), une proportion sensiblement équivalente à celle de 1990 (88,6 %). La répartition détaillée en 2018 est la suivante : 
terres arables (61,7 %), prairies (15,3 %), zones agricoles hétérogènes (11,7 %), forêts (11,3 %).
L'évolution de l’occupation des sols de la commune et de ses infrastructures peut être observée sur les différentes représentations cartographiques du territoire : la carte de Cassini (XVIIIe siècle), la carte d'état-major (1820-1866) et les cartes ou photos aériennes de l'IGN pour la période actuelle (1950 à aujourd'hui).

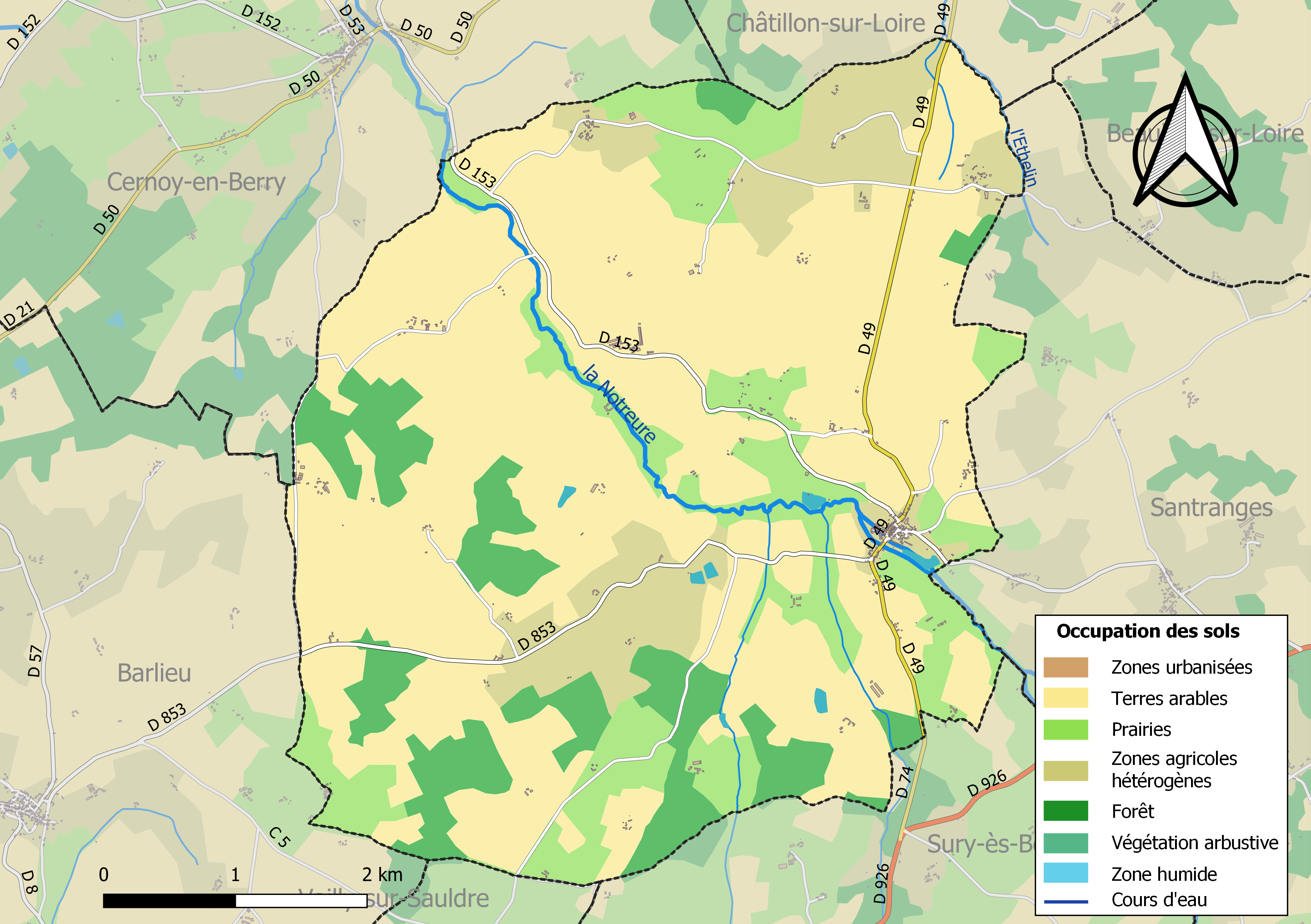
Carte des infrastructures et de l'occupation des sols de la commune en 2018 (CLC).
Carte orthophotographique de la commune en 2016.

### Planification

#### SCoT du pays giennois
La loi SRU du 13 décembre 2000 a incité fortement les communes à se regrouper au sein d’un établissement public, pour déterminer les partis d’aménagement de l’espace au sein d’un SCoT, et ce sous peine de ne plus pouvoir ouvrir à l’urbanisation de nouveaux espaces. En effet, dans certaines conditions, en l’absence de SCoT approuvé, les zones naturelles (N) et les zones d’urbanisation future (AU) ne peuvent plus, sauf dérogation, être ouvertes à l’urbanisation. Tel est le principe posé par l’article L.122-2 du Code de l’urbanisme. En application des dispositions de l'article L.122-18 du Code de l'urbanisme, le Schéma Directeur de la Région de Gien approuvé le 16 juillet 1996 avait été maintenu avec valeur de Schéma de Cohérence Territoriale. Le Schéma regroupait les communes de Coullons, Gien, Nevoy, Poilly-lez-Gien, Saint-Brisson-sur-Loire, Saint-Gondon, Saint-Martin-sur-Ocre. En l'absence de délibération de la communauté des communes giennoises, sur son évolution à l'échéance du délai de 10 ans à compter du 13 décembre 2000, ce SCot est devenu caduc à compter du 13 décembre 2010.
En se dotant de la compétence « élaboration, gestion et suivi d’un Schéma de Cohérence Territoriale à l’échelle du Pays du Giennois » par arrêté préfectoral du 11 mars 2010, le Syndicat mixte du Pays du Giennois s'engage en faveur d’un projet global d’aménagement et de développement durable du territoire du pays du Giennois. Le schéma de cohérence territoriale du pays giennois, qui regroupe 31 communes dont Pierrefitte-ès-Bois, a ainsi été prescrit le 4 novembre 2010. Le projet de schéma a été arrêté le 30 juin 2015 puis soumis à l'enquête en octobre 2015 et approuvé le 29 mars 2016 et est opposable depuis le 8 avril 2016,.

### Voies de communication et transports

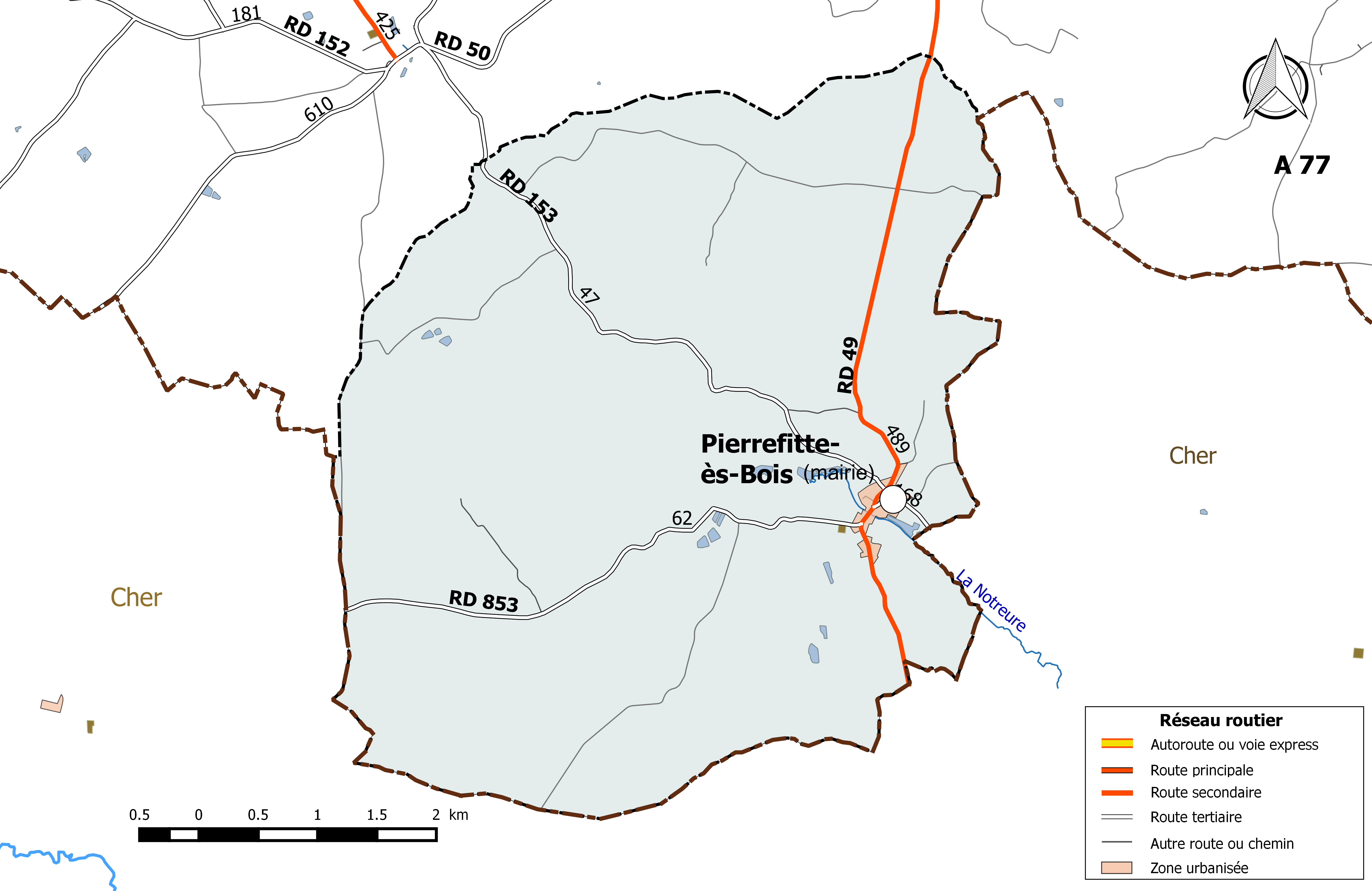
Réseau routier principal de la commune de Pierrefitte-ès-Bois (avec indication du trafic routier 2014).

### Risques majeurs
La commune de Pierrefitte-ès-Bois est vulnérable à différents aléas naturels : climatiques (hiver exceptionnel ou canicule), mouvements de terrains ou sismique (sismicité très faible). Elle est également exposée à un risque technologique : le risque nucléaire.
Entre 1989 et 2019, cinq arrêtés ministériels ayant porté reconnaissance de catastrophe naturelle ont été pris pour le territoire de la commune : quatre  pour des inondations et coulées de boues et un pour des mouvements de terrains.

#### Risques naturels
Le territoire de la commune peut être concerné par un risque d'effondrement de cavités souterraines non connues. Une cartographie départementale de l'inventaire des cavités souterraines et des désordres de surface a été réalisée. Il a été recensé sur la commune plusieurs effondrements de cavités.
Par ailleurs, le sol du territoire communal peut faire l'objet de mouvements de terrain liés à la sècheresse. Le phénomène de retrait-gonflement des argiles est la conséquence d'un changement d'humidité des sols argileux. Les argiles sont capables de fixer l'eau disponible mais aussi de la perdre en se rétractant en cas de sècheresse. Ce phénomène peut provoquer des dégâts très importants sur les constructions (fissures, déformations des ouvertures) pouvant rendre inhabitables certains locaux. Celui-ci a particulièrement affecté le Loiret après la canicule de l'été 2003. Une grande partie du territoire de la commune est exposée à un aléa « moyen » face à ce risque, selon l'échelle définie par le Bureau de recherches géologiques et minières (BRGM).
Depuis le 22 octobre 2010, la France dispose d’un nouveau zonage sismique divisant le territoire national en cinq zones de sismicité croissante. La commune, à l’instar de l’ensemble du département, est concernée par un risque très faible.

#### Risques technologiques
Dans le domaine des risques technologiques, une partie du territoire de la commune peut être concernée par le risque nucléaire. En cas d’accident grave, certaines installations nucléaires sont en effet susceptibles de rejeter dans l’atmosphère de l’iode radioactif. Or la commune se situe en totalité à l'intérieur du périmètre de 20 km du Plan particulier d'intervention de la centrale nucléaire de Belleville. À ce titre les habitants de la commune, comme tous ceux résidant dans le périmètre proche de 20 km de la centrale ont bénéficié, à titre préventif, d'une distribution de comprimés d’iode stable dont l’ingestion avant rejet radioactif permet de pallier les effets sur la thyroïde d’une exposition à de l’iode radioactif. En cas d'incident ou d'accident nucléaire, des consignes de confinement ou d'évacuation peuvent être données et les habitants peuvent être amenés à ingérer, sur ordre du préfet, les comprimés en leur possession.

## Politique et administration

### Découpage territorial

#### Bloc communal: Commune et intercommunalités
La paroisse de Pere fits es Bois acquiert le statut de municipalité avec le  décret du 12 novembre 1789 de l'Assemblée Nationale puis celui de « commune », au sens de l'administration territoriale actuelle, par le décret de la Convention nationale du 10 brumaire an II (31 octobre 1793). Il faut toutefois attendre la loi du 5 avril 1884 sur l'organisation municipale pour qu'un régime juridique uniforme soit défini pour toutes les communes de France, point de départ de l’affirmation progressive des communes face au pouvoir central.
Aucun événement de restructuration majeure du territoire, de type suppression, cession ou réception de territoire, n'a affecté la commune depuis sa création.
La commune est membre de la communauté de communes du canton de Châtillon-sur-Loire depuis sa création le 29 décembre 1998 jusqu'au 1er janvier 2017, une intercommunalité issue de la transformation en communauté de communes du SIVOM du canton de Châtillon-sur-Loire, créé en décembre 1971. Le 1er janvier 2017 cette structure fusionne avec la communauté de communes du canton de Briare pour former la communauté de communes du Berry Loire Puisaye.

#### Circonscriptions de rattachement
La loi du 22 décembre 1789 divise le pays en 83 départements découpés chacun en six à neuf districts eux-mêmes découpés en cantons regroupant des communes. Les districts, tout comme les départements, sont le siège d’une administration d’État et constituent à ce titre des circonscriptions administratives. La commune de Pere fits es Bois est alors incluse dans le canton de Chatillon (sur Loire), le district de Gien et le département du Loiret.
La recherche d’un équilibre entre la volonté d’organiser une administration dont les cadres permettent l’exécution et le contrôle des lois d’une part, et la volonté d’accorder une certaine autonomie aux collectivités de base (paroisses, bourgs, villes) d’autre part, s’étale de 1789 à 1838. Les découpages territoriaux évoluent ensuite au gré des réformes visant à décentraliser ou recentraliser l'action de l'État. La régionalisation fonctionnelle des services de l'État (1945-1971) aboutit à la création de régions. L'acte I de la décentralisation de 1982-1983 constitue une étape importante en donnant l'autonomie aux collectivités territoriales, régions, départements et communes. L'acte II intervient en 2003-2006, puis l'acte III en 2012-2015.
Le tableau suivant présente les rattachements, au niveau infra-départemental, de la commune de Pierrefitte-ès-Bois aux différentes circonscriptions administratives et électorales ainsi que l'historique de l'évolution de leurs territoires.
| Circonscription             | Nom                 | Période   | Type                         | Évolution du découpage territorial |
| --------------------------- | ------------------- | --------- | ---------------------------- | --- |
| District                    | Gien                | 1790-1795 | Administrative               | La commune est rattachée au district de Gien de 1790 à 1795,. La Constitution du 5 fructidor an III, appliquée à partir de vendémiaire an IV (1795) supprime les districts, rouages administratifs liés à la Terreur, mais maintient les cantons qui acquièrent dès lors plus d'importance. |
| Canton                      | Chatillon-sur-Loire | 1790-1801 | Administrative et électorale | Le 10 février 1790, la municipalité de Pere fits es Bois est rattachée au canton de Chatillon (sur Loire),. Les cantons sont supprimés, en tant que découpage administratif, par une loi du 26 juin 1793, et ne conservent qu'un rôle électoral. Ils permettent l’élection des électeurs du second degré chargés de désigner les députés. Les cantons acquièrent une fonction administrative avec la disparition des districts en 1795. |
| Canton                      | Châtillon-sur-Loire | 1801-2015 | Administrative et électorale | Sous le Consulat, un redécoupage territorial visant à réduire le nombre de justices de paix ramène le nombre de cantons dans le Loiret de 59 à 31. Pere fits es Bois est alors rattachée par arrêté du 9 vendémiaire an X (30 septembre 1801) au canton de Châtillon-sur-Loire, sous le nom de Pierre-fitz-ès-Bois,. |
| Canton                      | Gien                | 2015-     | Électorale                   | La loi du 17 mai 2013 et ses décrets d'application publiés en février et mars 2014 introduisent un nouveau découpage territorial pour les élections départementales. La commune est alors rattachée au nouveau canton de Gien. Depuis cette réforme, plus aucun service de l'État n'exerce sa compétence sur un territoire s'appuyant sur le nouveau découpage cantonal. Le canton a disparu en tant que circonscription administrative de l'État ; il est désormais uniquement une circonscription électorale dédiée à l'élection d'un binôme de conseillers départementaux siégeant au conseil départemental. |
| Arrondissement              | Gien                | 1801-1926 | Administrative               | Pierre-fitz-ès-Bois est rattachée à l'arrondissement de Gien par arrêté du 9 vendémiaire an X (30 septembre 1801),. |
| Arrondissement              | Montargis           | 1926-     | Administrative               | Sous la Troisième République, en raison d'un endettement considérable et de l'effort nécessaire pour la reconstruction post-Première Guerre mondiale, la France traverse une crise financière. Pour réduire les dépenses de l’État, Raymond Poincaré fait voter plusieurs décrets-lois réformant en profondeur l’administration française : 106 arrondissements sont ainsi supprimés, dont ceux de Gien et de Pithiviers dans le Loiret par décret du 10 septembre 1926. Pierrefitte-ès-Bois est ainsi transférée de l'arrondissement de Gien à celui de Montargis,.                                            |
| Circonscription législative | 3e circonscription  | 2010-     | Électorale                   | Lors du découpage législatif de 1986, le nombre de circonscriptions législatives passe dans le Loiret de 4 à 5. Un nouveau redécoupage intervient en 2010 avec la loi du 23 février 2010. En attribuant un siège de député « par tranche » de 125 000 habitants, le nombre de circonscriptions par département varie désormais de 1 à 21,. Dans le Loiret, le nombre de circonscriptions passe de cinq à six. Pierrefitte-ès-Bois, initialement rattachée à la quatrième circonscription, est, après 2010, rattachée à la troisième circonscription.                                                            |

#### Collectivités de rattachement
La commune de Pierrefitte-ès-Bois est rattachée au département du Loiret et à la région Centre-Val de Loire, à la fois circonscriptions administratives de l'État et collectivités territoriales.

### Politique et administration municipales

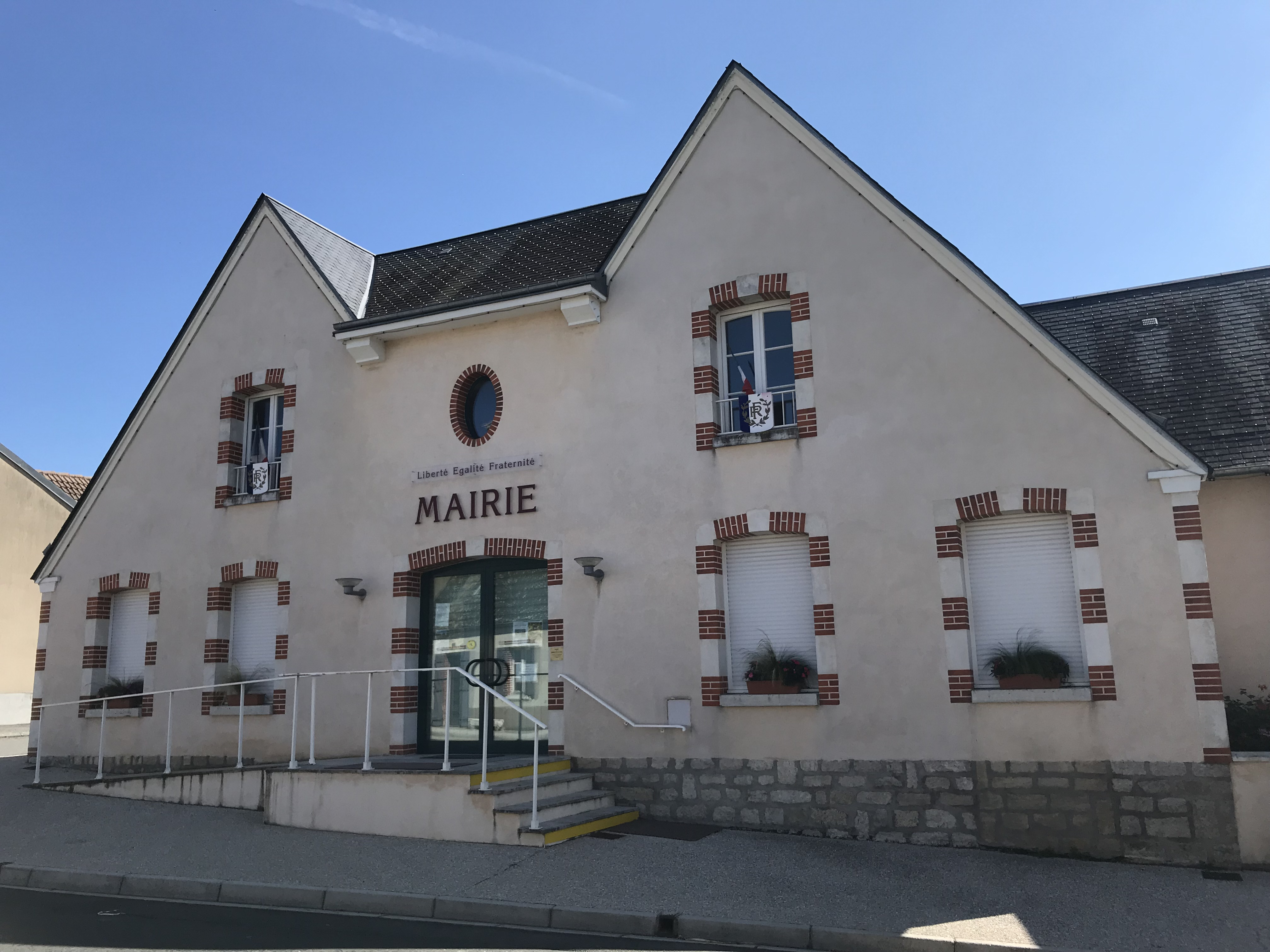
Mairie.

#### Conseil municipal et maire
Depuis les élections municipales de 2014, le conseil municipal  de Pierrefitte-ès-Bois, commune de moins de 1 000 habitants, est élu au scrutin majoritaire plurinominal à deux tours, les électeurs pouvant modifier les listes, panacher, ajouter ou supprimer des candidats sans que le vote soit nul, pour un mandat de six ans renouvelable. Il est composé de 11 membres. L'exécutif communal est constitué par le maire, élu par le conseil municipal, parmi ses membres, pour un mandat de six ans, c'est-à-dire pour la durée du mandat du conseil. Ludovic Courtin est maire depuis 2014.
Une nouvelle mairie a été construite en 2006.

## Population et société

### Démographie
L'évolution du nombre d'habitants est connue à travers les recensements de la population effectués dans la commune depuis 1793. Pour les communes de moins de 10 000 habitants, une enquête de recensement portant sur toute la population est réalisée tous les cinq ans, les populations de référence des années intermédiaires étant quant à elles estimées par interpolation ou extrapolation. Pour la commune, le premier recensement exhaustif entrant dans le cadre du nouveau dispositif a été réalisé en 2006.
En 2022, la commune comptait 286 habitants, en évolution de −6,54 % par rapport à 2016 (Loiret : +1,89 %, France hors Mayotte : +2,11 %).
| 1793 | 1800 | 1806 | 1821 | 1831 | 1836 | 1841 | 1846 | 1851 |
| ---- | ---- | ---- | ---- | ---- | ---- | ---- | ---- | ---- |
| 768  | 735  | 727  | 732  | 761  | 833  | 822  | 924  | 835  |

| 1856 | 1861 | 1866  | 1872 | 1876  | 1881 | 1886  | 1891  | 1896  |
| ---- | ---- | ----- | ---- | ----- | ---- | ----- | ----- | ----- |
| 935  | 935  | 1 012 | 963  | 1 008 | 988  | 1 010 | 1 038 | 1 005 |

| 1901  | 1906  | 1911 | 1921 | 1926 | 1931 | 1936 | 1946 | 1954 |
| ----- | ----- | ---- | ---- | ---- | ---- | ---- | ---- | ---- |
| 1 024 | 1 002 | 904  | 819  | 708  | 729  | 691  | 651  | 567  |

| 1962 | 1968 | 1975 | 1982 | 1990 | 1999 | 2006 | 2011 | 2016 |
| ---- | ---- | ---- | ---- | ---- | ---- | ---- | ---- | ---- |
| 476  | 421  | 341  | 316  | 324  | 318  | 294  | 287  | 306  |

| 2021 | 2022 | - | - | - | - | - | - | - |
| ---- | ---- | - | - | - | - | - | - | - |
| 296  | 286  | - | - | - | - | - | - | - |

## Équipements et services

### Gestion de l'eau

#### Eau potable
Le service public d’eau potable est une compétence obligatoire des communes depuis l’adoption de la loi du 30 décembre 2006 sur l’eau et les milieux aquatiques. Au 20 décembre 2024, la production et la distribution de l'eau potable sur le territoire communal sont assurées par le syndicat intercommunal d'alimentation en eau potable Val de Loire / Pays Fort, un syndicat créé en 2013 desservant deux communes : Cernoy-en-Berry et Pierrefitte-ès-Bois,,.

#### Eaux usées
La compétence assainissement, qui recouvre obligatoirement la collecte, le transport et l’épuration des eaux usées, l’élimination des boues produites, ainsi que le contrôle des raccordements aux réseaux publics de collecte, est assurée  par la commune elle-même.
La commune est raccordée à une station d'épuration située sur le territoire communal mise en service le 1er juin 1976 et dont la capacité nominale de traitement est de  300 EH, soit 45 m3/jour. Cet équipement utilise un procédé d'épuration biologique dit « à boues activées ». Son exploitation est assurée par la commune,.
L’assainissement non collectif (ANC) désigne les installations individuelles de traitement des eaux domestiques qui ne sont pas desservies par un réseau public de collecte des eaux usées et qui doivent en conséquence traiter elles-mêmes leurs eaux usées avant de les rejeter dans le milieu naturel. En 2016, c'est la communauté de communes du canton de Briare qui assure le service public d'assainissement non collectif (SPANC), qui a pour mission de vérifier la bonne exécution des travaux de réalisation et de réhabilitation, ainsi que le bon fonctionnement et l’entretien des installations.

### Gestion des déchets
En  2016, la commune est membre du syndicat mixte de collecte et de traitement des ordures ménagères des cantons de Gien, Châtillon Coligny, Briare et Châtillon-sur-Loire (SMICTOM). Celui-ci assure la collecte et le traitement des ordures ménagères résiduelles en porte à porte, des emballages ménagers recyclables, des encombrants et du verre en points d’apport volontaire. Un réseau de sept déchèteries accueille les encombrants et autres déchets spécifiques (déchets verts, déchets dangereux, gravats, ferraille, cartons…). La déchèterie la plus proche est située sur la commune de Châtillon-sur-Loire,. L'élimination et la valorisation énergétique des déchets ménagers et de ceux issus de la collecte sélective sont effectuées par le SYCTOM de Gien-Châteauneuf-sur-Loire qui comprend un centre de transfert de déchets ménagers et un centre de stockage de déchets ultimes (CSDU) de classe II à Saint-Aignan-des-Gués ainsi qu'une usine d’incinération des ordures ménagères à Gien-Arrabloy.
Depuis le 1er janvier 2017, la « gestion des déchets ménagers » ne fait plus partie des compétences de la commune mais est une compétence obligatoire de la communauté de communes du Berry Loire Puisaye en application de la loi NOTRe du 7 août 2015.

## Économie
Commune vivant d'une économie essentiellement agricole (région d'élevage et de cultures de céréales).

## Culture
Grande fête annuelle le 1er mai : la foire aux Chieuvres (artisanat local, dégustations, produits du terroir, manèges et bal).

## Patrimoine

### Lieux et monuments

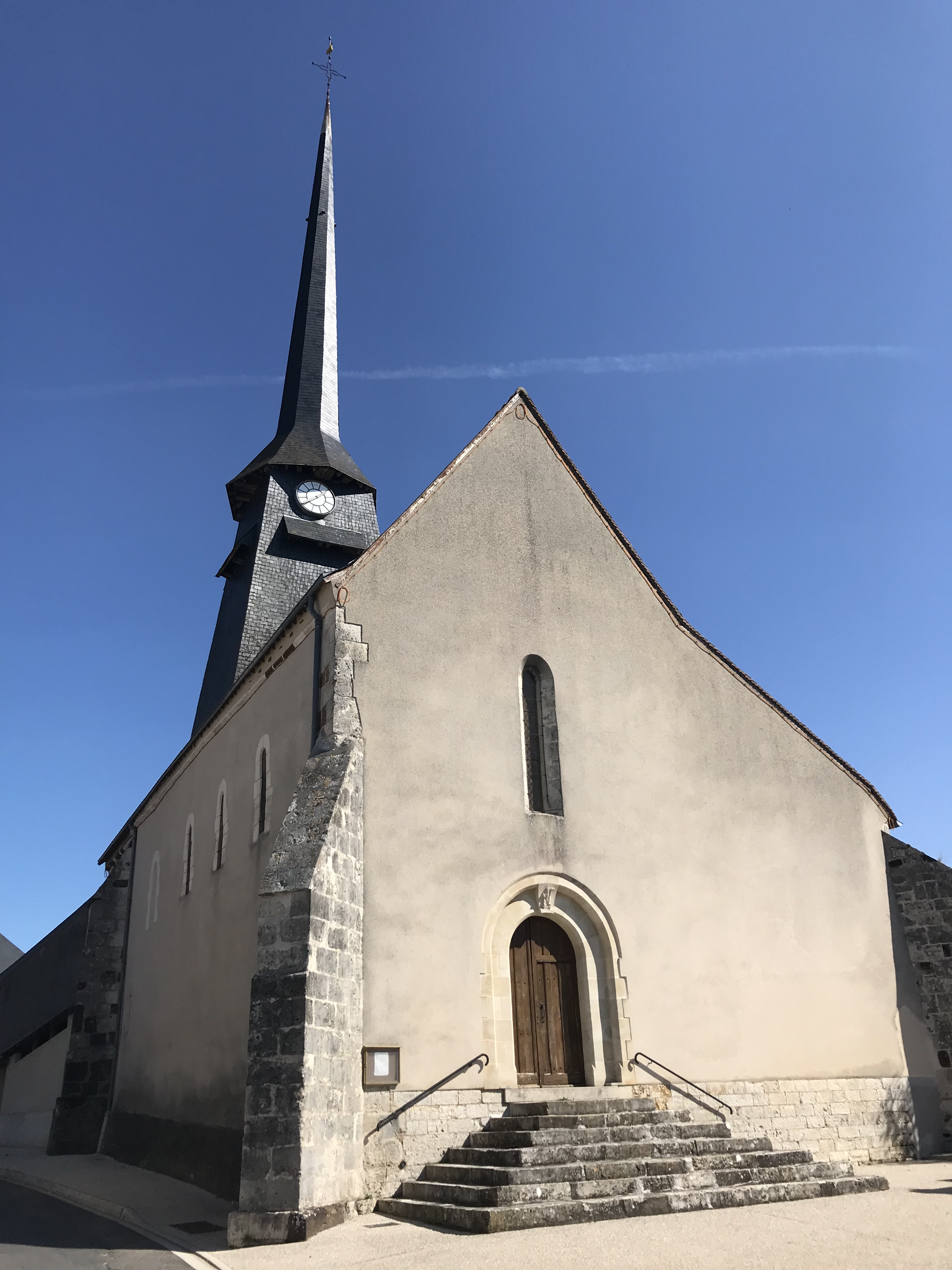
Église Saint-Amateur.

- Église Saint-Amateur